# Минами-Титосэ (станция)
Станция Минами-Титосэ (яп. 南千歳駅 минами-титосэ эки) — железнодорожная станция в японском городе Титосе, обслуживаемая компанией JR Hokkaido. На этой станции можно использовать Kitaca (смарт-карта). Поезда «Хокуто» останавливаются на этой станции.

## История
Станция Минами-Титосэ была открыта 1 октября 1980 года.С приватизацией JNR она перешла под контроль JR Hokkaido.

## Линии
- JR Hokkaido
  - Линия Титосэ
  - Линия Сэкисё

## Планировка
Платформы
| 1 | ■Линия Титосэ | на станции Муроран, Хакодате и Новый аэропорт Титосэ |  |
| 1 | ■Линия Сэкисё | на станции Юбари, Обихиро и Кусиро                   |  |
| 2 | ■Линия Титосэ | на станции Саппоро                                   |  |
| 2 | ■Линия Сэкисё | на станции Оиваке                                    |  |
| 3 | ■Линия Титосэ | на станции Саппоро, Отару и Новый аэропорт Титосэ    |  |
| 4 | ■Линия Титосэ | на станции Саппоро и Отару                           |  |